# Arielle Holmes
Pour les articles homonymes, voir Holmes.
Arielle Holmes est une actrice et scénariste américaine connue pour avoir tenu son propre rôle légèrement romancé dans le film Heaven Knows What.

## Biographie
Arielle Holmes est originaire de Bayonne, au New Jersey. Son père est un ressortissant irlandais qui ne l'a pas éduquée. c'est pourquoi elle a été élevée par des membres de sa famille, surtout dans le New Jersey.
Sa première expérience avec le crack remonte à ses douze ans quand elle en fume avec sa mère. Elle quitte l'école et déménage à New York pour vivre avec son petit ami Ilya Leontyev. Tous deux abusent de drogues et d'alcool, et Holmes commence à consommer de l'héroïne dès l'âge de 17 ans et devient sans-abri pendant quelque trois ans.
Holmes est découverte par Josh et Benny Safdie, les réalisateurs de Heaven Knows What, dans le Diamond District à Manhattan, alors qu'ils travaillaient sur un autre film. Arielle Holmes était à cette époque stagiaire non rémunérée chez un bijoutier.
Intrigué par l'histoire de sa vie, Josh encourage la jeune femme à écrire ses mémoires, la payant à la page. Le mémoire, Mad Love in New York City, resté inédit, a servi de base pour le film Heaven Knows What.

## Filmographie

### Comme actrice
- 2014 : Heaven Knows What (aussi Mad Love in New York) : Harley (aussi scénariste)
- 2016 : American Honey : Pagan
- 2016 : Winter's Dream : Kix (en post-production)